# Limnophila (Limnophila) mira
Limnophila (Limnophila) mira is een tweevleugelige uit de familie steltmuggen (Limoniidae). De soort komt voor in het Australaziatisch gebied.